# Staropolanka

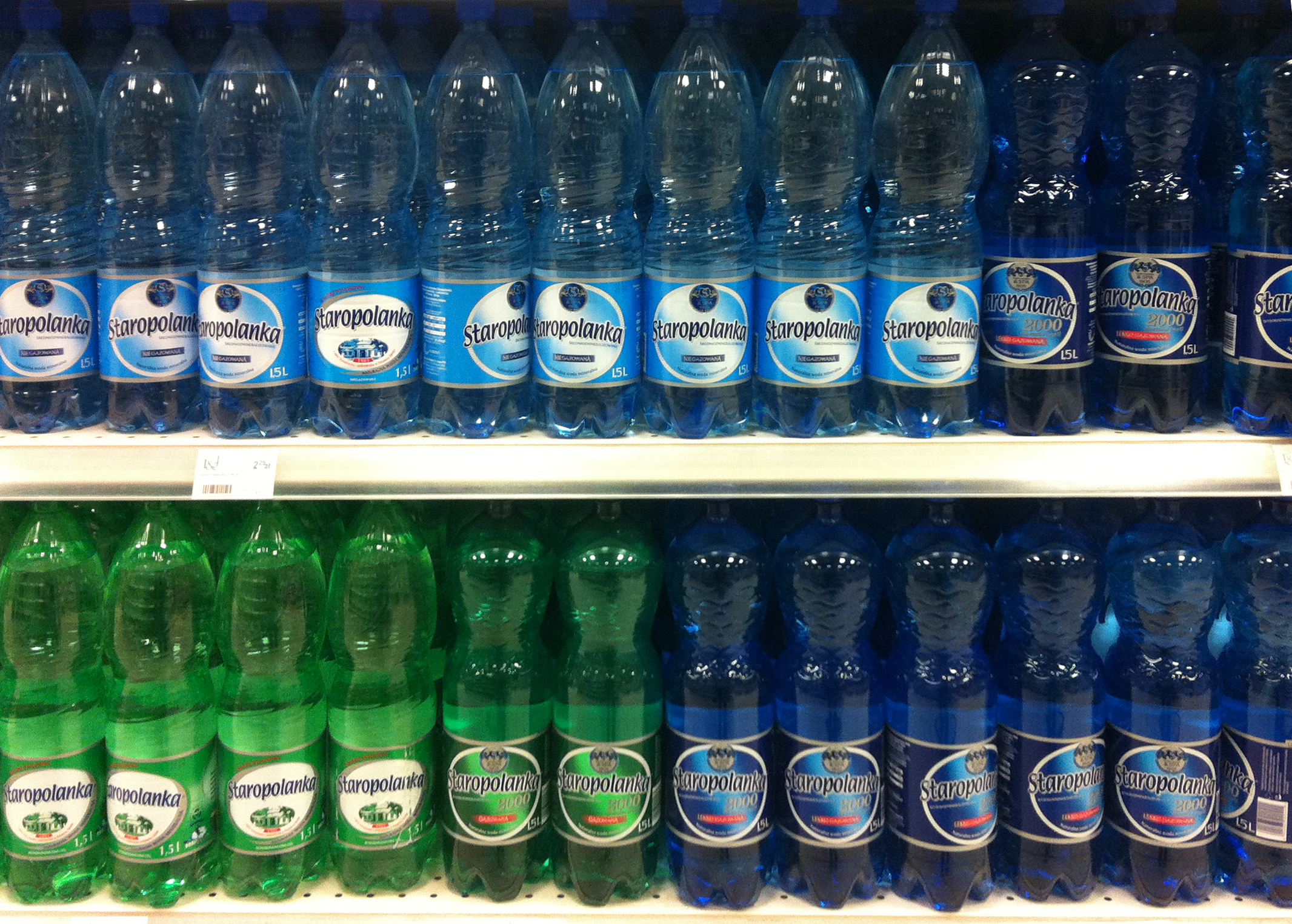
Staropolanka na półkach sklepowych

Staropolanka – ogólna nazwa wody mineralnej produkowanej w Polanicy-Zdroju przez Zespół Uzdrowisk Kłodzkich S.A. Nazwa ta stosowana jest od 1946. Staropolanka zawiera 805 mg/dm3 związków mineralnych.
Początkowo produkowana pod jedną nazwą jako Staropolanka, po wykonaniu kolejnych  odwiertów o różnej głębokości i mineralizacji wprowadzono nazwy pokrewne dla wód różniących się składem i mineralizacją. W związku z tym dziś występuje w paru odmianach: 
- Staropolanka Zdrój - pochodzi z odwiertu głębokości 20 metrów o nazwie Staropolanka Zdrój. Mineralizacja jest niska i wynosi 295 mg/dm3.[1]
- Staropolanka - pochodzi z dwóch odwiertów: Pieniawa Józefa I głębokości 88,9 metrów i Pieniawa Józefa II głębokości 43 metrów.  Mineralizacja jest średnia i wynosi 846,89 mg/dm3.[1] Oprócz wersji podstawowej produkuje się też różne wersje smakowe.
- Staropolanka 2000 - pochodzi z odwiertu głębokości 269 metrów o nazwie Staropolanka 2000 uruchomionego w 1993. Mineralizacja jest wysoka i wynosi 2139,00 mg/dm3.[1]

Wszystkie Staropolanki są produkowane jako gazowane lub niegazowane (lub z minimalną ilością gazu).
Naturalne wypływy wód mineralnych w rejonie dzisiejszego źródła Pieniawa Józefa znane były od dawna, wzmiankowane są jako wody lecznicze już w 1625. Eksploatację wód w Polanicy rozpoczęli jezuici i prowadzili do kasaty zakonu w 1773. W 1828 zbudowano pierwsze ujęcie o nazwie Josef Brunnen, a obok łazienki dla kuracjuszy. Ponieważ wypływ był niewielki w stosunku do rosnących potrzeb kuracjuszy i sprzedaży poza Polanicę, w 1904 r. odwiercono źródła Wielka Pieniawa i Pieniawa Józefa.